# Ryōtarō Azuma
Ryōtarō Azuma (東 龍太郎, Azuma Ryōtarō), né le 16 janvier 1893 à Osaka et mort le 26 mai 1983 à Tokyo, est un médecin et homme politique japonais. Membre du Parti libéral-démocrate, il est gouverneur de Tokyo du 27 avril 1959 au 22 avril 1967. Sa femme est la troisième fille du Baron Kenjirō Yamakawa, médecin et ancien doyen de l'université impériale de Tōkyō.

## Biographie
Azuma est né à Ōsaka en 1893. Il a pour camarade de classe au collège (collège de Tennōji à Ōsaka) puis au lycée (lycée Daiichikō à Tōkyō), Ryūnosuke Kusaka, futur chef d'État-major de l'aéronavale japonaise durant la Seconde Guerre mondiale. Dans les pas de son père médecin, il intègre ensuite la faculté de médecine de l'université impériale de Tōkyō, puis fait des études à l'université de Londres (1921-1925) où il se spécialise en physiologie et chimie physique. De retour au Japon en 1926, il obtient son doctorat en médecine et devient enseignant en pharmacologie à l'université impériale de Tōkyō. Il occupe la chaire de pharmacologie dans cette université de 1934 à 1951.
Durant la Seconde Guerre mondiale, il travaille au sein de l'administration civile de la marine impériale japonaise (notamment comme président du comité d'hygiène publique dans l'administration civile de la marine pour la zone du Pacifique sud-ouest) et fait partie du comité de direction de l'association japonaise contre la tuberculose.
Après-guerre, il devient directeur du bureau chargé de la santé au sein du ministère du Travail, puis professeur émérite à l'université de Tokyo (1953) et doyen de l'université d'Ibaraki de 1953 à 1958.

## Dans le monde du sport
Azuma s'intéresse au sport dès l'université où, étudiant, il participe à plusieurs compétitions de voile. Une fois médecin, il devient l'un des pionniers du développement de la médecine du sport au Japon. 
Mais c'est surtout dans la période de l'après-guerre, qu'il participe activement dans les instances dirigeantes du sport au Japon et milite notamment pour le retour du pays aux Jeux olympiques. De 1947 à 1958, il préside le Comité sportif japonais qui remporte l'organisation des Jeux olympiques d'été de 1964 de Tōkyō. Azuma est également membre du CIO (Comité international olympique) de 1950 à 1968. En 1958, il devient président d'honneur de la Fédération des Jeux Asiatiques. Pour toutes ses contributions au sport international, Azuma est cité par le Comité olympique, en mai 1975. 

## Gouverneur de Tōkyō
En 1959, Azuma est élu gouverneur de Tōkyō avec le soutien du PLD face à Hachirō Arita, candidat progressiste (soutenu par le Parti socialiste japonais). Il est réélu en 1963 pour 4 ans. 
Azuma considère, à son arrivée à la tête de la préfecture, que les accidents de la route sont le principal problème pour l'agglomération avec 1126 morts et plus de 61 000 blessés en 1959. Pour sensibiliser les conducteurs, il fait procéder, chaque jour, à l'affichage aux endroits les plus fréquentés (routes, postes de police...) des chiffres du nombre de morts et d'accidentés de la circulation enregistrés la veille dans la préfecture.
Les Jeux olympiques d'été de 1964 constitue l’évènement majeur du second mandat d'Azuma. Cependant, la réussite de leur organisation est le plus souvent attribué à son vice-gouverneur, Shunichi Suzuki (futur gouverneur de Tōkyō), à tel point que se répand, durant cette période, l'expression « Vice-gouverneur Azuma, Gouverneur Suzuki » inversant ainsi le rôle entre les deux.
L'après Jeux Olympiques est marqué par les effets pervers, que ce soient au niveau social ou au niveau environnemental, de la période de haute croissance.
À ce niveau, les mesures prises durant les mandats d'Azuma sont insuffisantes pour résoudre aussi bien les divers problèmes de pollution qui touchent l'agglomération, que la question de l'approvisionnement en eau de la région capitale qui oblige à la mise en place de restrictions à la consommation d'eau dans les années de sécheresse. En 1965 une affaire de corruption autour de l'élection du président de l'assemblée métropolitaine mine encore plus la popularité du gouvernorat conservateur d'Azuma et va favoriser l'élection du progressiste Ryōkichi Minobe en 1967.

## Après la retraite politique
Le 12 septembre 1967, il devient doyen de l'université Tōhō, poste qu'il quitte le 2 juin 1969. En 1968, Azuma est élu à la présidence de la Croix-Rouge japonaise ainsi qu'à la fédération japonaise de ski (FJS). Il quitte la FJS en 1975 et devient président d'honneur de la Croix-Rouge japonaise en 1978. 
Azuma meurt d'une pneumonie le 26 mai 1983 à l'âge de 90 ans. Il est enterré au cimetière de Tama à Fuchū.